# 洋菓子のヒロタ
株式会社洋菓子のヒロタ（ようがしのヒロタ、英: HIROTA Co.,Ltd.）は、シュークリームを中心とした菓子メーカー。近畿地方発祥の企業であるが、2001年に経営破綻、支援に入ったヒロタグループホールディングスが東京都に本社を置く企業のため、2008年に本社を東京都へ移転している。創業の地である大阪市にも大阪オフィスを置いている。

## 概要
1924年10月1日創業。創業者の廣田定一が、大阪市上福島にある自宅の一部を工場として洋菓子製造業を始めたのがきっかけである。
主にシュークリームやシューアイスの製造販売で知られる。その他の洋菓子も手がけ、かつてはマロングラッセなども製造していた。1966年から1998年の間、兵庫県尼崎市南武庫之荘に武庫川工場があり、ここに本社を併設していたほか、首都圏でも千葉県山武市や東京都江戸川区に工場を新設した。
直営店での販売にこだわり、販路の拡大が軌道に乗らなかったこと、季節感のある商品や消費者のニーズにマッチした商品が出せなかったことから販売不振に陥り、2001年に50億円の負債を抱え経営が破綻、民事再生法を申請した。21LADYの支援により再建を進め、2005年に再生手続きが終結した。
2014年4月現在、首都圏に20店舗、近畿圏に19店舗の直営店を構えるほか、期間限定で各地の駅や百貨店などに出店、またオンラインショップも展開していた。
2020年8月には大阪・神戸にあった直営4店舗を閉店すると発表。また、2020年9月末で新宿西口メトロ店が新宿メトロ食堂街の閉館に伴い閉店する。これに伴い直営店は首都圏6店舗・大阪1店舗のみの運営に縮小するが、オンラインショップや量販店、催事会場での販売は続けるとしている。
大阪市の大阪ヒロタもシュークリームの会社として知られるが、同社は創業者である廣田の死去後、息子2人の対立により、三男が長男の経営する洋菓子のヒロタから分裂させる形で設立した会社である。こちらも経営破綻を経験している。

## 沿革
- 1924年（大正13年）- 廣田定一が大阪市北区（現・福島区）上福島の自宅で洋菓子製造・販売を始める。
- 1935年（昭和10年）- 大阪市南区（現・中央区）の戎橋筋にシュークリームの実演販売ショップをオープンする。
- 1936年（昭和11年）- 大阪市西淀川区にアイスクリーム工場を開設。
- 1948年（昭和23年）- 神戸市生田区（現・中央区）元町通に元町店をオープン。
- 1949年（昭和24年）- 株式会社洋菓子のヒロタを設立。
- 1969年（昭和44年）- 東京都武蔵野市吉祥寺に出店し、関東に進出。
- 1973年（昭和48年）- フランス・パリに出店。
- 2001年（平成13年）- 経営破綻し、民事再生法を適用。
- 2002年（平成14年）- 21LADY（後のヒロタグループホールディングス）の子会社となり、経営再建を開始。
- 2005年（平成17年）- 民事再生終結。
- 2008年（平成20年）- 神戸市中央区元町通3-11-3から東京都千代田区二番町に本社移転。近畿地区の拠点として淀川区に大阪オフィスを設置。
- 2014年（平成26年）- フィギュアスケート選手の無良崇人の受入先として「HIROTAクラブ」を設立。
- 2018年（平成30年）- 東京都千代田区二番町から新宿区西新宿に本社移転。
- 2020年（令和2年）
  - 8月 - 大阪・神戸にあった直営4店舗を閉店。
  - 9月 - 新宿西口メトロ店が新宿メトロ食堂街の閉館に伴い閉店[1]。本社を新宿区西新宿から千代田区内神田に移転[2]。
  - 11月 - 南海難波駅南海ナンバ駅2階構内店が閉店。西日本エリアからの店舗販売から撤退[3]。

## 店舗、売店
- 飯田橋メトロ店（東京メトロ東西線）
- 新橋駅前店（JR新橋駅日比谷口）
- Echika表参道駅店（東京メトロ表参道駅構内）
- シャポー本八幡店（JR総武線本八幡駅）
- 千葉工場売店（山武郡芝山町牧野）- グループ会社あわ家惣兵衛も製造[4]

## オフィス、ファクトリー
- 大阪オフィス（大阪市淀川区西中島）
- 千葉ファクトリー（芝山町）[5]

## 主な商品
シュークリーム
- カスタード（通年商品）
- ツインフレッシュ（通年商品） - ひとつのシューの中にカスタードクリームと生クリームが半分ずつ詰められている
- チョコレート（通年商品）

シューアイス
- バニラ（定番）
- チョコレート（定番）
- ストロベリー（定番）
- 抹茶（定番）
- クッキークリーム（定番）
- ラムレーズン（定番）

その他 生ものと型もの
- 北海道生クリームシュー - 純粋北海道産の生クリームを使用。クリーミーな味わいが特徴となっている。
- キャベツ畑（シューケーキ）
- チョコレートキャベツ（シューケーキ）
- プチシュー

かつては一部地域に「ヒロタのシュークリーム」の自動販売機があった。カスタードとチョコレートの2種類。

## CM・その他
- 1970年代の中頃にフジテレビの日曜正午前のニュースの時にCMを行っていた（シュークリーム、マロングラッセ）。現在はCMを制作していない。
- 1970年代には、新宿駅東口（スタジオアルタがある近く）にネオンサインを設置していたこともある。
- 2022年1月28日、NHK「ドキュメント72時間」にて新橋駅前店での購入の様子が放映された。

## 関連人物
- 無良崇人